# Zé Henrique & Gabriel
Zé Henrique & Gabriel é uma dupla sertaneja formada em 1996 em Caldas Novas, Goiás, por João Rodrigues da Silva Júnior (Rondonópolis, 14 de abril de 1975) e Odailton Chagas Alves (Formoso, 26 de agosto de 1974). A dupla tem nove álbuns e três DVDs gravados em 22 anos de carreira.
Zé Henrique tem composições gravadas por artistas consagrados, como Milionário & José Rico, Sérgio Reis, Chico Rey & Paraná, Gian & Giovani, Rick & Renner, Daniel, Rionegro & Solimões, Leonardo, Bruno & Marrone, Zezé Di Camargo & Luciano, Jorge & Mateus. Gabriel é considerado por muitos um dos melhores "segundeiros" entre as duplas sertanejas. Conquistando seu espaço na música brasileira, nomes como Zezé Di Camargo & Luciano, Edson & Hudson, Di Paullo & Paulino, Eduardo Costa entre outros interpretaram canções de sua autoria.

## História
A dupla foi formada em 1996, em Caldas Novas, Goiás. Se conheceram no ano de 1994 e dois anos depois receberam o convite para gravarem uma música que seria veiculada em rádio e distribuída por sua região, para realizarem shows. Estava dada a largada para uma carreira de conquistas.
Zé Henrique descobriu o dom de compor ainda adolescente. Desde então, não parou mais. Sua primeira vitória a nível nacional, foi quando uma de suas canções foi gravada por Gian & Giovani e executada nas rádios de todo o Brasil.
Daí em diante suas composições se multiplicaram e hoje ele assina mais de duzentas, gravadas por renomes da música sertaneja como Bruno & Marrone, Daniel, Zezé Di Camargo & Luciano, Edson & Hudson, Rick & Renner, Leonardo, entre outros. Assim como seu parceiro, Gabriel também não deixa por menos.
Além de compositor, Zé Henrique também é reconhecido e respeitado como um excelente instrumentista. Participou de grandes projetos, como Meu Reino Encantado, do cantor Daniel, tocando viola caipira, e do CD de vários artistas do segmento, tornando-se um dos principais violeiros do Brasil.
Em 2002, é lançado o primeiro CD da dupla, Histórias do Coração, que foi bem recebido pelo público e bem executado nas rádios. A partir do primeiro álbum, entrou em cena o empresário Francisco Costa, amigo e antigo empresário da dupla. Sem dúvida o empresário Francisco Costa ajudou a divulgar e tornou a dupla conhecida nacionalmente.
Em 2003, lançam o segundo CD da carreira, Zé Henrique & Gabriel - Vol. 2, produzido por Pinocchio, no qual Zé Henrique é o autor de nove faixas inéditas e Gabriel de uma. Com esse trabalho fortaleceu o nome da dupla dentro da música sertaneja e em execuções por todo o Brasil com a canção “Um louco”.
Em 2005, lançam pela Deckdisc, o terceiro CD da carreira, Tremelê, onde estão os sucessos "Instinto animal", "Arrasou", "Dona do meu destino" (regravada por Leonardo), "Quando digo que te amo" e a regravação do sucesso "Um louco", que ficou como faixa bônus da dupla e que também foi regravada em 2015 por Eduardo Costa.
Em 2007, lançam o quarto CD e o primeiro DVD da carreira, trazendo sucessos como "Declaração", "Vitrine", "Calma, respira", "Aperta o pé", "Morro de saudade", "Só quer amar", "O Brasil tá cheio", "Sonhei com você", "Te esquecer demora" e muito mais. O álbum também conta com as participações especiais de Gino & Geno e Rionegro & Solimões.
Em 2009, lançam pela Sony Music, o quinto CD e o segundo DVD da carreira, composto por canções inéditas, grande parte delas de autoria de Zé Henrique. Esse trabalho rendeu bons frutos, como o hit "O que combina comigo é você", que ficou em 4º lugar entre as músicas mais executadas em todo Brasil; e "Ah, que deus é esse!", faixa integrante da trilha sonora da novela Paraiso, da Rede Globo e que rendeu o convite para participação da dupla em algumas cenas da novela.
Em 2010, lançam o sexto CD da carreira e o primeiro acústico, intitulado Tá Tudo Ok - Acústico, trazendo canções inéditas e releituras dos sucessos "O que combina comigo é você", "Eu amo te amar", "Oba, oba", com a participação especial de Alexandre Pires, entre outras.
Em 2011, lançam pelo selo Radar Records, o sétimo CD da carreira, Lugar Perfeito. Produzido pelo maestro Pinocchio, o álbum conta com 14 faixas inéditas como "Um dia deixo de te amar", "Pela metade" e "O lugar perfeito", a maioria de autoria de Zé Henrique.
Em 2014, lançam pela Som Livre, o oitavo álbum da carreira, Difícil de Largar, com treze canções inéditas e duas regravações: "Por baixo ou por cima" e "Chegou o sol", esta última com a participação de João Bosco & Vinícius.
Em 2017, lançam o terceiro DVD da carreira, intitulado Histórico, com as participações de Bruno & Marrone, Chitãozinho & Xororó, Daniel, Gusttavo Lima, Henrique & Juliano, Maiara & Maraisa, Marília Mendonça, Matheus & Kauan, Paula Fernandes e Zezé Di Camargo & Luciano.
No final do mesmo ano, a dupla anunciou que sua carreira chegaria ao fim, e só iria continuar atendendo as agendas de shows até o meio do ano de 2018. Chegou ao final a carreira da dupla, e cada um tomou um caminho diferente.
Em 2023, Zé Henrique anunciou o retorno da dupla aos palcos, porém, com um novo parceiro. Foram intensos os apelos para a volta da dupla nos últimos cinco anos. Aclamada pelo público, a dupla reuniu ao longo das mais de duas décadas de carreira uma coleção de hits e o reconhecimento nacional. Mesmo envolvido em um projeto solo, recém-lançado, Zé Henrique não conteve os inúmeros pedidos de fãs e do mercado, além da vontade pessoal e de sua família em retomar o projeto.
Em 16 de janeiro de 2024, foi anunciada a volta da formação original da dupla, com o apoio do cantor Gusttavo Lima e do empresário Toninho Duettos. 

## Discografia
| Ano  | Álbum                          | Formatos | Gravadora           |
| ---- | ------------------------------ | -------- | ------------------- |
| 2001 | Histórias do Coração           | CD       | BMG                 |
| 2003 | Zé Henrique & Gabriel - Vol. 2 | CD       | Atração Fonográfica |
| 2005 | Tremelê                        | CD       | Deckdisc            |
| 2007 | Ao Vivo                        | CD, DVD  | Deckdisc            |
| 2009 | Ao Vivo                        | CD, DVD  | Sony Music          |
| 2010 | Tá Tudo Ok - Acústico          | CD       | Sony Music          |
| 2011 | Lugar Perfeito                 | CD       | Radar Records       |
| 2014 | Difícil de Largar              | CD       | Som Livre           |
| 2017 | Histórico                      | CD, DVD  | Ok Music            |

### Singles
| Ano  | Single                                               | Álbum                          |
| ---- | ---------------------------------------------------- | ------------------------------ |
| 2002 | "Histórias do coração"                               | Histórias do Coração           |
| 2004 | "Um louco"                                           | Zé Henrique & Gabriel - Vol. 2 |
| 2005 | "Instinto animal"                                    | Tremelê                        |
| 2005 | "Arrasou"                                            | Tremelê                        |
| 2005 | "Dona do meu destino"                                | Tremelê                        |
| 2006 | "Quando digo que te amo"                             | Tremelê                        |
| 2007 | "Declaração"                                         | Ao Vivo (2007)                 |
| 2008 | "Você é a dona do meu coração"                       | Ao Vivo (2007)                 |
| 2008 | "O Brasil tá cheio" (feat. Gino & Geno)              | Ao Vivo (2007)                 |
| 2008 | "Morro de saudade"                                   | Ao Vivo (2007)                 |
| 2009 | "O que combina comigo é você"                        | Ao Vivo (2009)                 |
| 2009 | "Eu amo te amar"                                     | Ao Vivo (2009)                 |
| 2010 | "Solidão dando risada"                               | Ao Vivo (2009)                 |
| 2010 | "Tá tudo ok"                                         | Tá Tudo Ok - Acústico          |
| 2011 | "Um dia deixo de te amar"                            | Lugar Perfeito                 |
| 2011 | "Pela metade"                                        | Lugar Perfeito                 |
| 2014 | "Quando o telefone toca"                             | Difícil de Largar              |
| 2014 | "Homem que é homem chora"                            | Difícil de Largar              |
| 2017 | "Casa comigo" (feat. Maiara & Maraísa)               | Histórico                      |
| 2017 | "Não fui capaz de te esquecer" (feat. Gusttavo Lima) | Histórico                      |